# Kanton Antibes-Biot
Der Kanton Antibes-Biot war von 1985 bis 2015 ein französischer Wahlkreis im Arrondissement Grasse, im Département Alpes-Maritimes und in der Region Provence-Alpes-Côte d’Azur. Hauptort (frz.: chef-lieu) war Antibes.
Er bestand aus folgenden Gemeinden:
| Gemeinde  | Einwohner (Stand: 2012) | Code postal | Code Insee |
| --------- | ----------------------- | ----------- | ---------- |
| Antibes * | 28.845                  | 06000       | 06004      |
| Biot      | 10.054                  | 06410       | 06018      |

* Teilbereich. Die angegebene Einwohnerzahl betrifft den zum Kanton gehörenden Teil der Stadt.